# Full Metal Panic!
A Full Metal Panic! (フルメタル·パニック!; Furumetaru Panikku!; gyakori rövidítéssel FMP!) Gató Sódzsi light noveleinek és a hozzájuk kapcsolódó manga- és animesorozatnak az elnevezése, melyeket Dódzsi Siki illusztrált. A történet főhőse Szagara Szószuke, a Mithril nevű antiterrorista szervezet fiatal őrmestere, akit megbíznak az életvidám Csidori Kaname védelmével, aki egy japán diáklány. A light novelek kezdetben részletenként jelentek meg a Monthly Dragon Magazine-ban, majd kötetbe rendezve is kiadták azokat. A történetek általában fele-fele arányban voltak komolyak, katonai küldetésekkel foglalkozók, és vidámak, amelyek az iskolai mindennapokról szóltak a Dzsindai Középiskolában.
A regényekké terebélyesedett műből négy különálló animesorozat készült: 2002-ben a Full Metal Panic! a Gonzo készítésében, 2003-ban a Full Metal Panic? Fumoffu, majd 2005-ben a Full Metal Panic! The Second Raid, amit a Kyoto Animation készített (ehhez készült egy OVA is), 2018-ban pedig a Full Metal Panic! Invisible Victory, amit pedig a Xebec készített. A széria több mangaadaptációt is megélt.
Magyarországon az A+ és később az Animax csatorna vetítette az első-második sorozatot, illetve ezek – 16-os korhatárral – DVD-n is megjelentek az RTL-hez tartozó Klub Publishing kiadásában. A két sorozatot eredetileg az RTL Klub rendelte be, de a magas korhatár miatt nem vetítette le és átadta az A+ adónak. Az alapsorozat vélhetően terrorizmus témája miatt részesült nálunk magas korhatárban, a komikus műfaj-váltó kiegészítésként megjelent "Full Metal Panic? Fumoffu" pedig őrült komédia-halmazt tartalmaz intim utalásokkal együtt. A két sorozat magyar címének elhangzása „Full Metal Pánik” lett és a második sorozat nem kapta meg a Fumoffu jelzőt, de az eredeti címükkel kerültek meghirdetésre minden platformon. Későbbi években az Animax ismeretlen okokból nem tudta vagy nem szándékozott megszerezni a "Full Metal Panic! TSR: The Second Raid" sorozatot, illetve időközben az RTL DVD-kiadója is megszűnt.

## A sorozat világa
A Full Metal Panic! egy alternatív jelenben játszódik, a 21. század elején. A történet kezdő dátuma 1998, és ebben a világban a hidegháború nem ért véget. Kína egy északi és egy déli félre szakadt, amelyek folyton harcban állnak egymással, Hongkong pedig Berlinhez hasonlóan megosztott város lett. A főbb eltérések:
- A két részre szakadt Kína mindenütt háborúzik egymással, kivéve Hongkongot, ahol békét kötöttek.
- Az öbölháború során nukleáris robbanótölteteket is használtak, amely elhúzódó és véres összecsapásokat generált.[1]
- A Szovjetunió sikeresen lerohanta Afganisztánt, amit Helmadzsisztánnak hívnak az animében.
- Mihail Gorbacsovot megölte egy terrorista, és a peresztrojka sohasem valósult meg.
- Mindezzel egy időben új, különleges harci technológiák jelentek meg: a hatalmas méretű harci robotok (Védelmezők), és a titokzatos Fekete Technológia.
- Kisebb változtatások előfordultak a Japánban lévő, de a valóságban is létező helyek esetében. Kaname iskolája, a Dzsindai (陣代?) Középiskola, is egy valódi tokiói Dzsindai (神代?) Középiskolán[2] alapszik.

## Cselekmény
|  | Alább a cselekmény részletei következnek! |

A sorozat tulajdonképpeni főhőse Szagara Szószuke, a Mithril nevű antiterrorista alakulat fiatal őrmestere. Egy napon megbízzák, hogy védje meg az életvidám japán diáklányt, Csidori Kanamét. Életkora miatt beépül a lány iskolájába, a Dzsindai Középiskolába, amiben két társa, Kurz Weber és Melissa Mao segítenek neki. Mivel egész életében katona módjára nevelték, szocializációja meglehetősen csekély fokú, ezért az emberek inkább militarista őrültnek látják, aki mindenben csak a harcot és a küldetést látja. Különféle húzásai miatt számtalan, komikusnak ható szituációba keverednek, aminek végeztével Kaname annyira megsértődik a fiúra, hogy követeli, maradjon távol tőle. Mindez épp egy osztálykirándulás előtt történik, amelynek keretein belül az osztály Okinava felé veszi az irányt. Ám a repülőgépet eltéríti egy terrorista, Gauron, akit Szószuke jól ismer Afganisztánból, és ő is a fiút, akit annak idején Kashimnak hívtak. Gauron és csapata Észak-Korea egy titkos bázisánál száll le a géppel, és szemmel láthatóan csak Kaname érdekli őt. A lányt egy tudóshoz viszik, aki egy szerkezet segítségével felerősíti benne a különleges érzékeket: elmondják neki, hogy ő egy Suttogó: egy ember, aki születése óta különleges információk birtokában van tudat alatt, és most ezek törtek a felszínre. Az erő felébredését megérzi Teletha "Tessa" Testarossa is, a Tuatha de Danaan tengeralattjáró ifjú parancsnoka, aki szintén Suttogó. A lányt végül Szagara őrmester menti meg egy különleges Védelmező, az Arbalest segítségével, s küldetésének célját is felvázolja előtte nagy vonalakban. Kaname képessége és rábírása nagymértékben segít Szagara őrmesternek, hogy használni tudja az egység Lambda meghajtóját - egy berendezést, amely a képzeletet valósággá tudja alakítani. Eközben a Mithril erői kimentik a túszokat is, Gauron pedig egy Kurz Weberrel való összecsapás során kénytelen visszavonulni.
A szerencsés megmenekülés után Tessa egy hét erejéig a Dzsindai Középiskolába jár, hogy megismerkedjen Kanamével, és hogy elmondja neki, hogy a képességeivel nincs egyedül. Tessa valamivel később is felbukkan, magával cipelve egy rejtélyes és kezelhetetlen fiút, Takumát. A fiú ugyancsak Suttogó-képességekkel rendelkezik, és egy renegát terroristaszervezet, az A-21 akarja őt visszaszerezni. A karjában egy jeladó van, amit ugyan megsemmisítenek, de Szagara őrmester javaslatára a közeli iskolában rejtőznek el - méghozzá Kanaméval együtt. Az A-21 azonban itt is megtalálja őket, foglyul ejtik a két lányt, vezetőjük pedig Kalinyin főhadnagyot, Szagara őrmester nevelőapját Tokió kikötőjében az egyik hajón. Szagara őrmester Kurz Weber és Melissa Mao segítségével a dokkokhoz megy, míg a két lány fondorlatosan kiszabadítja Kalinyint. Takuma azonban egy különlegesen erős Védelmezőt, a Behemótot kezdi el irányítani, és a város felé veszi az irányt. Szószuke ezúttal is csak a prototípus Arbalest segítségével tud győzelmet aratni.
Néhány tréfás kalanddal később Kaname épp azért izgul, hogy az utolsó igazi középiskolai nyári szünetét ki tudja élvezni. Szószuke ajánlata, miszerint menjenek el a sejtelmes Merida-szigetre, nagyon romantikusan hangzik a lány számára, ám kiderül, hogy igazából nem is ő találta ki az egészet, hanem Tessa, aki szerette volna újra látni Kanamét, és egy ünnepséget szervezett a tiszteletére. Időközben a két lány és az őrmester között különös plátói szerelmi háromszög kezd el kialakulni. Tessa elmeséli Kanaménak, hogy a Suttogó-lét sok veszéllyel is jár, például ha két Suttogó túlságosan egymásra hangolja az agyhullámait, akkor a kettejük tudata fuzionálhat, és ennek beláthatatlan következményei lehetnek. Az is kiderül számára, hogy nem is Szószuke az igazi testőre, hanem egy rejtélyes alak, aki mindvégig a háttérből figyel - az őrmester kizárólag Kaname miatt maradt a pozíciójában. Az idillt egy váratlan támadás szakítja félbe: egy kis csoport látszólag jelentéktelen követelésekkel megszállja az egyik közeli szigetet, és a jelek szerint Gauron is köztük van. Gauront fogságba ejtik, és a Tuatha de Danaan-ra hurcolják, ahol azonban a beépített emberei kiszabadítják őt, majd hadgyakorlat-szimulációval kizárja a teljes legénységet a parancsnoki hídról és átveszi az irányítást a hajó felett. Szagara őrmester az utolsó pillanatban visszamegy, Kurz Weber és Melissa Mao pedig eleve bent maradtak, így felveszik a harcot az ellenséggel. Kaname is segít: Suttogó-képességét felhasználva segít a foglyul ejtett Tessának a hajó visszaszerzésében és felrobbantásának megakadályozásában. Szószuke és Gauron másodszor is összecsapnak, a terroristavezér pedig, látva, hogy veszít, fel akarja robbantani saját magát. Szószuke az Arbalest képességeit kihasználva azonban az utolsó pillanatban kidobja őt a nyílt tengerre.
Valamivel később, egy szicíliai küldetés során fény derül arra, hogy ki szervezte az árulást, és hogy Gauron ténykedései mögött egy ellenséges szervezet, az Amalgam áll. Hongkongban ráadásul ellenséges Védelmezők léptek akcióba, és egyedül a kísérleti Arbalest szállhat velük szembe. Annak működtetésére pedig csak egy ember képes: Szószuke. Emiatt azonnali hatállyal visszahívják Kaname védelméről, és azt a továbbiakban az eddig a háttérből figyelő mesterkémnő, az álcázóművész Lidércnlátja el. A Mithrilhez ráadásul egy új hadnagy érkezik, Belfangan Clouseau személyében, akivel nehezen megy az összeszokás, és Melissa Maót is előléptetik tisztté. Szószuke pedig a különleges mesterséges intelligenciával rendelkező Arbalesttel képtelen megbarátkozni. Ez meg is bosszulja magát, a gép ugyanis így nem tud megfelelően működni. Közben Kanaménak is feltűnik, hogy Szószuke eltűnt, és aggódni kezd, mert valaki szemlátomást követi. Először azt hiszi, hogy Lidérc az, de aztán rájön, hogy egy valódi bérgyilkossal van dolga. Vele aztán egy rejtélyes fickó, Leonard Testarossa, Tessa bátyja végez. Erőszakkal megcsókolja Kanamét, és közli, hogy még látják egymást, s ezután eltűnik. Közben Szószuke Hongkongba érkezik, ahol azonban képtelen ellátni a feladatát, és úgy dönt, hogy dezertál. Ám rejtjeles üzenetekből megfejti, hogy Gauron még mindig életben van, és találkozni akar vele. A terrorista minden végtagja leszakadt a tengeri robbanásban, de még mielőtt Sószuke megölné őt, közli vele, hogy Kaname halott, mert egy bérgyilkosát ráküldte. Lidérc azonban elhozza neki a nagyon is életben lévő Kanamét, és így már elég bátorságot nyer ahhoz, hogy elvezethesse az Arbalestet, és legyőzhesse az ellenséget. A munka jutalmául csak egyet kér a Mithril parancsnokságától: hadd mehessen vissza a Dzsindai Középiskolába, védelmezni Kanamét.
Ennek a kérésnek eleget is tesznek. Ez azonban már az utolsó iskolai év, és Kaname is a búcsúzkodásra és az utána következő életre készülne fel. Szószuke pedig, aki már egészen jól beilleszkedett az emberek közé, úgy dönt, megvallja Kaname számára az érzéseit, mielőtt túl késő lenne. Ám Kaname lakásán Leonard Testarossa várja őket. Követeli, hogy Kaname jöjjön vele, ami a lány megtagad, ezért elárulja neki, hogy Szószuke több tucat ártatlan embert ölt meg katonaként hidegvérrel. Még ez sem befolyásolhatja azonban, ám a veszélytől tartva a közeli parkban rejtőznek el. Ezzel egy időben azonban egy napkitörés megbénítja a Föld távközlési műholdjait, s ezt kihasználva az Amalgam totális támadást intéz a Mithril ellen, szinte teljesen megsemmisítve azt. A maroknyi túlélő közt ott vannak a Tuatha de Danaan legjobbjai, a furcsán viselkedő Kalinyin azonban eltűnik. Szószuke biztonságba helyezi Kanamét és a Dzsindai Középiskola felé indul, amikor hírét veszi, hogy az Amalgam Kaname társaival akar végezni. Sikerül ugyan mindenkit megmentenie, de Kiokó, Kaname legjobb barátnője súlyosan megsérül. Végül Leonarddal kerül szembe, aki Belial típusú Védelmezőjével legyőzi és kis híján megsemmisíti az Arbalestet. A teljes vereséget látva Kaname úgy dönt, értelmetlen a vérontás, és úgy dönt, inkább Leonarddal megy. Szószuke, miután leleplezte magát az iskolában, megígéri mindenki füle hallatára, hogy kerül, amibe kerül, de visszahozza a lányt.
Két hónap elteltével Szószuke egy kis távol-keleti faluban bukkan fel, ahol egy vagány lány, Nami vezette Védelmező-csapat tagja lesz. Nami célja a helyi párviadalokon elég pénzt szerezni ahhoz, hogy felépíthesse lerombolt faluját, az őrmester pedig (aki úgy hiszi, a Mithril megsemmisült) örömmel segít, hiszen közben nyomozhat is. Összeismerkedik egy különös újságíróval, Lemonnal, akiről kiderül, hogy a francia titkosszolgálat embere, és korrupt emberekre vadászik. Szószuke felfedezi, hogy az Amalgamhoz vezettek a szálak, legalábbis a főnökük tudja, hol lehet most Leonard. Ám mielőtt megtudná az igazat, a gazember lelövi a lányt, és Szószuke is súlyosan megsérül a tűzpárbajban. Míg lábadozik, a Mithril maradéka, Tessa vezetésével, ugyancsak nyomra bukkan. Egymástól függetlenül jutnak el Mexikóba, ahol Szószukét régi ismerősei segítik a látszólag öngyilkos küldetésen, de a Mithril váratlan érkezése nagy segítséget jelent neki. Kaname esélyt kap a szökésre, miután lelövi Leonardot, de a találat nem életveszélyes, és nem is mer elmenekülni. Szószuke már majdnem célbaér, de váratlan ellenfelet kap: régi nevelőapját, Kalinyint, aki leszámolt az Amalgam összes titkos vezetőjével, s immár Leonardot segíti. Még az újjáépített és továbbfejlesztett Arbalest, a Leviatán se elegendő ellenük. Megakadályozza a mentőakciót, ám mielőtt Kanamét elmenekíthetnék, Szószuke és a lány megígérik egymásnak, hogy következő találkozásukkor megcsókolják egymást.
Szószuke visszalép a Mithrilbe, Lemon pedig szintén csatlakozik hozzájuk. Ő és Lidérc egy titkos küldetésen a Szovjetunióba utaznak, ahol végül rájönnek, hogy Leonard célja a titokzatos Jamszk-11-es bázisra való bejutás volt. Tessa, Szószuke, valamint Kurz Weber odamennek, hogy körülnézzenek, de a romok között tűzpárbajba keverednek. A beomló építményben Tessa és Kaname találkoznak, ahogy Leonard és Szószuke is. A Testarossa testvérek elmesélik, mi is ez a hely: 18 évvel ezelőtt itt születtek a Suttogók, egy TAROS nevű gép miatt. Tessa célja eljutni az üzem legmélyére, hogy elpusztítsa azt. A Suttogók, valamint a Fekete Technológia által alkotott minden berendezés a TAROS segítségével képes különleges dolgokra - ezek az információhordozó hullámok pedig a jövőből érkeznek a Suttogók fejébe. Ugyanezt a történetet elmeséli Leonard is Szószukének, miközben próbálnak kijutni szorult helyzetükből. Leonardnak azért kell Kaname, mert ő a kezdet és a vég - szerinte a jövőből ő az, aki valamilyen módon átsugározza az információkat a múltba, s ezért az a végzete, hogy ide visszatérjen. Arra akarja használni a lányt, hogy egy új TAROS felépítése után helyreállítsa a dolgok rendes menetét, és eltörölje az elmúlt 18 év alternatív történelmének minden fájdalmát. Mindeközben Kaname az üzem legmélyén egy különös entitásra, a Sofia nevű nőre bukkan, aki rezonálni kezd vele a saját hullámaival, s összeolvad a lány elméjével. Ennek hatására úgy hiszi, hogy megölte Tessát és Szószukét is, és immár egyedül rajta múlik a világ sorsa. Ha ez nem lenne elég, odakint Kurz Weber harcba bocsátkozik, és mivel nem tudnak segíteni rajta, Szószukéék a csatatéren hagyják, holtnak gondolva őt.
Az Amalgam a Merida-szigeten építi fel a legújabb TAROS-t, a TARTAROS-t, és megkezdi Kaname segítségével a világ átalakítását. A Mithril erői egy utolsó küldetésre indulnak: egyik felük Afganisztánban morzsolja fel az Amalgam erejét (a váratlanul felbukanó Kurz Weber segítségével), míg Tessa és Szószuke a Merida-szigetre indulnak, hogy megsemmisítsék a gépet és megmentsék Kanamét. A lány tudatát teljesen elnyomja Sofia, aki azt képzeli magáról, hogy ő az igazi Kaname, de végül előtör a lányból a valódi énje. Leonard és Szószuke összecsapnak, és egy hatalmas küzdelem után végül az őrmester győz. Ám Leonard beindítja a titkos tervét: a mindent megsemmisítő atombombát. Kalinyin az utolsó pillanatban lelövi Leonardot, és elmenekül Kanaméval. Szószuke utánuk ered, de a helikopter, amin utaznak, lezuhan, és Kalinyin életét veszti. Kaname sikeresen megmenekül, a Mithril győzelmet arat, de ekkor váratlanul felrobban az atombomba, és Szagara őrmestert mindenki halottnak hiszi. Ő azonban, hála a Leviatánnak, életben marad, és a Dzsindai Középiskola évzáró ünnepségén mindenki csodálatára megjelenik, és mindenki szeme láttára megcsókolja Kanamét.

## Megalkotása
Gató Sódzsi a sorozat létrejöttekor a "Boy Meets Girl" (Fiú találkozik Lánnyal) alaptémából indult ki, és ezt tartotta szem előtt akkor is, amikor a történet során kibomló konfliktusok elterelnék erről a figyelmet. Gató és Dódzsi, a grafikus közt szoros munkakapcsolat volt, Dódzsi pedig nagy szabadságot kapott a karakterek megtervezése terén, neki köszönhető Szószuke vagy Leonard néhány tulajdonsága.
A történet megalkotása során nem okozott nehézséget a sci-fi és a realisztikus elemek összepárosítása, ugyanis korábban sikeres sorozatok, mint a Tetsujin 28 vagy a Mazinger Z már bemutatták, hogyan lehet ezt megcsinálni. Dódzsi eleinte úgy érezte, hogy a karakterek túl realisztikusak, és ezért nehezen befogadhatóak lehetnek a tinédzser célközönség számára, ezért valamennyiüket lazábbra vették. Érdekes módon nem a komoly hangvételű történetekkel, hanem a komikusakkal kellett inkább megküzdeniük.
Kaname és Szószuke kapcsolata a klasszikus japán komédiákat idézi fel. Gató unta már, hogy a női karaktereknek rendre csak a megmentendő hősnő szerepét kell játszaniuk, ezért Kanamét egy erősebb karakternek írta meg, aki többször is aktívan segíti Szószukét.

## Szereplők

### Főszereplők
Szagara Szószuke (相良 宗介; Hepburn: Sagara Sōsuke)
Szinkronhangja: Szeki Tomokazu (japán); Chris Patton (angol); Markovics Tamás (magyar)
A történet főhőse, körülbelül 16-17 éves, a Mithril tagja, s annak Tuatha de Danaan nevű tengeralattjárójának legénységi tagja. Helmadzsisztánban nőtt fel, amely Afganisztán egy háborús övezete. Szülei japánok voltak, de egy repülőgép-balesetben meghaltak, s előbb szovjet árvaházba, majd Andrej Kalinyin gondozásába került. Muszlim módon nevelkedett, de fiatalkorára felhagyott a vallásossággal, bár egyes elemeit megtartotta. Az afgánok Kashim néven ismerték. Nyolcéves korában gerilla lett, hogy túlélje a megpróbáltatásokat, s így lett a Mithril antiterrorista szervezet tagja. Szószuke katona módjára szocializálódott, s így a való életben minden szokatlan dologra gyanakvással reagál. Emiatt kortársai militarista őrültnek tartották, amikor beépült egy japán középiskolába. Gyakran tűnik érzéketlennek, és mint aki csak a küldetésre tud koncentrálni, de néha képes az érzései kimutatására. Később azonban fokozatosan képessé vált a normális életre. Folyékonyan beszél japánul, angolul, egy kicsit ért oroszul és perzsául, valamint egyes afgán dialektusokat is megért. Hívójele és száma: URZU-7 illetve B-3128.
Csidori Kaname (千鳥 かなめ; Hepburn: Chidori Kaname)
Szinkronhangja: Jukinó Szacuki (japán); Luci Christian (angol); Molnár Ilona (magyar)
A Dzsindai középiskola legnépszerűbb diáklánya, 16 éves. Osztályelnök és a diáktanács tagja. Habár a lányok szeretnének hasonlítani rá, temperamentuma miatt a fiúk kevésbé mernek közeledni hozzá. Nagyszájú és szókimondó, s ezt a szokását annak is köszönheti, hogy nehéz gyermekkora volt. Kaname emellett érzelmes lány is, Szószuke iránt gyengéd érzelmeket táplál, és zavarja, hogy a fiú érzéketlennek tűnik iránta. Később azonban megérti a helyzetet, és ő segít neki beilleszkedni a mindennapi életbe. Kaname különleges képességekkel rendelkezik, amely felkelti néhány rosszindulatú szervezet érdeklődését is. Ő egy Suttogó, annak a kevés embernek az egyike, akik egy balul sikerült katonai kísérlet miatt speciális mentális képességekkel bírnak. Édesanyja fiatalabb korában meghalt, apja és húga az Amerikai Egyesült Államokban élnek.
Teletha "Tessa" Testarossa (テレサ・テスタロッサ)
Szinkronhangja: Nogami Jukana (japán); Hilary Haag (angol); Roatis Andrea (magyar)
Egy elbűvölő fiatal lány, aki gyermekkorától meglévő tehetsége miatt már 16 éves korában a Tuatha de Danaan tengeralattjáró kapitánya lett. Feladata a bűnözőkkel és a csempészekkel való leszámolás. Ő is egy Suttogó, ami nála is a rendkívüli matematikai és tudományos érzékben nyilvánul meg. Makacs és nehezen enged álláspontjából, aminek néha rossz vége lesz. Emellett gyakran ügyetlen is, de a legénysége maximálisan megbízik benne. Titokban ő is szerelmes Szószukébe, ami közte és Kaname között eleinte feszültséget okoz, majd jóbarátok lesznek.
Kurz Weber (クルツ・ウェーバー)
Szinkronhangja: Miki Sinicsiró (japán); Vic Mignogna (angol); Varga Gábor (magyar)
Őrmester, a Mithril tagja, Szószuke csapattársa, kitűnő mesterlövész. Jóképű és kedveli a társaságot, habár a nőkkel néha tiszteletlenül bánik. Gyerekkorában bluesénekes szeretett volna lenni, ezért ha úgy hozza a helyzet, kitűnően énekel és gitározik. Bár Japánban született, szülei az NSZK-ból vándoroltak be. 14 éves koráig így élt, amikor aztán a szülei rejtélyes körülmények közt elhunytak. Attól kezdve zsoldosként él. Hívójele URZU-6, száma pedig B-3127.
Melissa Mao (メリッサ・マオ)
Szinkronhangja: Neja Micsikó (japán); Allison Keith (angol); Nyírő Eszter (magyar)
Törzsőrmester, Szószuke és Kurz felettese, 25 éves. Kínai-amerikai szülőktől született az Amerikai Egyesült Államokban. Bár nő, számos férfias tulajdonsággal rendelkezik: dohányzik és szereti a sört. Az apja hozzá akarta adni valakihez, akit nem szeretett, ezért beállt a tengerészgyalogosok közé, majd innen került a Mithrilhez. Az újoncok kiképzésével is sokat foglalkozik, Szószukéban és Kurzban eleinte nem látott nagy fantáziát, de később igazi csapattá formálódtak. Hívójele URZU-2.
Gauron (ガウルン)
Szinkronhangja: Tanaka Maszahikó (japán); Mike MacRae (angol); Megyeri János (magyar)
Az első sorozat főellensége. Egy beképzelt, kegyetlen és arrogáns terrorista, aki hatalmas erőket tud megmozgatni. Mivel különleges fegyverek birtokában van, nagyon veszélyes. Mikor Szószuke még fiatal volt, akkor találkoztak először Helmadzsisztánban. Később a Suttogók iránt indított hajszában a legkeményebb ellenfél. Bár eleinte úgy tűnik, hogy sikerült végezni vele, a harmadik évadban egy rövid szereplés erejéig visszatér, hogy utolsó erejével halála előtt még káoszt teremtsen.

### Mellékszereplők
Andrej Szergejevics Kalinyin (アンドレイ・セルゲイヴィッチ・カリーニン, ’Андрей Сергеевич Калинин (Andrey Sergeivich Kalinin)’)
Szinkronhangja: Ócuka Akió (japán); Mike Kleinhenz (angol); Balázsi Gyula (magyar)
Szószuke nevelőapja, a Mithril parancsnok-helyettese. Ő volt az, aki rátalált a fiúra egy repülőgép-baleset után, s az ő segítségével került árvaházba. Kalinyin a KGB ügynöke volt, akit otthon várt a terhes felesége, ám a szülés közben fellépő komplikációk miatt mindketten elhunytak. Ekkor nagyot csalódott a saját hazájában, s előbb beállt Szószukéval az afgán zsoldosok közé, majd a Mithrilnél kezdett el szolgálni, amelynek a főhadnagya lett. Az Amalgamnak a Mithril ellen indított pusztító támadásában eltűnt, majd nem sokkal később az ellenség oldalán bukkant fel.
Wraith (レイス)
Szinkronhangja: Óhara Szajaka (japán); Christopher Ayres (angol)
Egy észak-koreai exkémnő, aki az álcázás nagymestere. Kiderül, hogy valójában az ő feladata Kaname védelme, Szószuke csak biztonsági tartalékként, afféle félrevezetésként tevékenykedik. Amikor Szószuke küldetését törlik, ő veszi át a helyét. Hűvös és titokzatos alak, aki azonban a végletekig lojális a Mithrilhez.
Leonard Testarossa (レナード・テスタロッサ)
Szinkronhangja: Namikava Daiszuke (japán); Blake Shepard (angol)
Tessa ikertestvére, aki szintén különleges képességek birtokosa. Vele ellentétben azonban ő nem a Mithril, hanem az ellenséges Amalgam szervezet tagja. Tudásának köszönhetően szinte legyőzhetetlen fegyvereket képes alkotni. Egy váratlan találkozás során első látásra beleszeret a lányba, és meg akarja magának szerezni. Ám nem ez az egyetlen oka: Kaname képességére is szüksége van.
Tokiva Kjóko (常盤 恭子; Hepburn: Tokiwa Kyōko)
Szinkronhangja: Kimura Ikue (japán); Monica Rial (angol); Lamboni Anna (magyar)
Kaneme legjobb barátnője, akivel egy iskolába járnak. Haját két copfba kötve viseli és szemüveget is hord. Mindig azon mesterkedik, hogy összehozza Kanamét és Szószukét, de ez általában balszerencsés okok miatt nem jár sikerrel. Később (a Continuing On My Own novellában) az ellenség elrabolja őt, hogy túszként használják fel Kaname megtalálásához, amiben súlyosan meg is sérül.
Kazama Sindzsi (風間 信二; Hepburn: Kazama Shinji)
Szinkronhangja: Noto Mamiko (japán); Greg Ayres (angol); Steiner Kristóf (magyar)
Szószukéék fegyvereket szerető osztálytársa. Mivel különösen kedveli a Védelmezőket, ezért hamar összebarátkoznak. Mániájának az oka, hogy az apja is egy különleges ügynök, aki azonban nem tud elvezetni egy Védelmezőt, s ezért helyette is szeretne sikerrel járni a jövőben.
Hajasimizu Acunobu (林水 敦信; Hepburn: Hayashimizu Atsunobu)
Szinkronhangja: Morikava Tosijuki (japán); Christopher Ayres (angol); Sörös Miklós (magyar)
A Dzsindai Középiskola diáktanácsának elnöke, harmadéves diák. Mindig nyugodt és semmi sem húzza fel, ugyanakkor még a legkeményebb szituációkat is meg akarja oldani, bármi áron. Szószuke militarista viselkedése egyáltalán nem aggasztja, sőt gyakran bízza meg őt feladatok megoldásával.

## Média

### Light novelek
A light noveleket Gató Sódzsi írta, és Dódzsi Siki illusztrálta. Először a Gekkan Dragon Magazinban jelentek meg 1998 szeptemberétől kezdve, majd kötetekbe rendezve. Ezek azonban a csúszások miatt néha csak késve jelentek meg. Összesen tizenkét kötet jelent meg a sorozat 2010 augusztusi befejezéséig. Emellett kilenc, a történethez kapcsolódó, a rövid, komikus történeteket összefoglaló kötet készült el 1998-2011 között. Side Arms címmel egyes karakterek, valamint a Mithril és az Amalgam múltját elmesélő két kötet jelent meg 2004-2006 között. 2011 és 2016 között Óguro Naoto írt egy spin-off sorozatot az eredeti készítők felügyelete alatt, amely 13 kötetből áll és évekkel a történet befejeződése után játszódik.

### Manga
A Full Metal Panic!-ot többször is adaptálták manga formátumba. Az elsőt Tateo Recu rajzolta, mely 2000 és 2005 között összesen kilenc kötetben került kiadásra. Ezzel egy időben Full Metal Panic! COMIC MISSION (フルメタル・パニック! COMIC MISSION) címmel megjelent egy hét kötetes alsorozat is, 2003 és 2006 között, mely főleg vidám történeteket tartalmazott. Később Ikinari! Full Metal Panic! (いきなり! フルメタル・パニック!) - angol nevén "Full Metal Panic! Overload" - címmel egy új történetet indítottak. Ebben Szószuke amnéziában szenved. Ez a változat öt kötetet ért meg, 2001 és 2003 közt, s ezt Nagai Tomihiro jegyezte. Akárcsak az ezt követő, 2003. július 1-jén megjelent, Full Metal Panic! SURPLUS (フルメタル・パニック! SURPLUS) című egykötetes mangát, ami inkább akciódúsra sikerült. Legutoljára "Sigma" alcímmel készült manga, Ueda Hirosi által, ami Szószuke őrmesteri feladataira koncentrál, és novellahűen adaptálta a Tateo-féle manga utáni történéseket, egészen a sztori végéig. Az első kötet 2005. augusztus 1-jén jelent meg, míg a legutolsó (a tizenkilencedik) 2013 nyarán került kiadásra.

### Anime

#### Full Metal Panic!
Az első sorozat a Gonzo Digimation készítésében jelent meg 2002-ben, miután a 2001. szeptember 11-i terrortámadások miatt el kellett csúsztatni a bemutatót. Magyarországon 2005-ben mutatta be az A+, és kiadásra került DVD-n is. A sztori alapját az első három light novel kötet adja. A történet főszereplője, Szagara Szószuke, a Mithril nevű antiterrorista szervezet őrmestere azt az utasítást kapja, hogy épüljön be egy japán középiskolába, és ott védelmezzen meg bárkitől egy diáklányt, bizonyos Csidori Kanamét. A katonaként szocializálódott fiú számára nehezen megy a beilleszkedés, de igyekszik küldetését lelkiismeretesen ellátni. Hamarosan kiderül, hogy a lány védelmére azért van szükség, mert különleges mentális képességekkel rendelkezik. A "Suttogókra", ahogy őket nevezik, több rossz szándékú szervezet is feni a fogát. Egy titokzatos erejű fegyver, a Lambda meghajtó birtokosa, Gauron is éppen ezen mesterkedik.
2017-ben és 2018-ban a sorozatot három egész estés filmre vágták össze, az egyes light novel kötetekhez igazítva. A 1st SECTION Boy Meets Girl 2017. november 25-én, a 2nd SECTION One Night Stand 2018. január 13-án, a 3rd SECTION Into the Blue 2018. január 20-án került bemutatásra Japánban.

#### Full Metal Panic? Fumoffu
A második sorozatot 2003-ban mutatták be, és a Kyoto Animation készítette. Cselekménye az első évad és a "The Second Raid" között játszódik. Tizenkét különálló történetből áll, és ellentétben a sötétebb tónusú első sorozattal, ez gyakorlatilag egy középiskolai romantikus komédia. Főként Szószuke és Kaname kapcsolatára fókuszál, ahogy a fiúnak köszönhetően mindig történik valami katasztrófa. A sorozat önmagát és a klasszikus japán anime-sztereotípiákat is rendre kifigurázza. Se robotharc, se politikai intrikák nem kaptak benne helyet, előbbire egyedül Bonta-Kun, egy vidámparki kabalafigura részéről kapunk utalást, amely jelmezbe Szószuke bújik s amit páncélszerűen átalakított, hogy így védelmezze Kanamét. Mivel beszélni nem nagyon lehet benne, csak "fu" illetve "mo" hangokat hallatni, így innen kapta a sorozat is a címét. Magyarországon 2005-ben az A+ mutatta be, és DVD-n is megjelent.

#### Full Metal Panic! The Second Raid
Ezt a sorozatot (közkeletű rövidítéssel TSR) szintén a Kyoto Animation készítette 2005-ben, mint az első történet közvetlen folytatását, három hónappal annak eseményei után járva. A Mithril felfedez egy titkos szervezetet, az Amalgamot, amely a Suttogókéhoz hasonló technológiát fejlesztett ki. Szószuke védelmezői küldetését törlik, helyette egy ismeretlen ügynököt neveznek ki, hogy az őrmestert a világ másik felén állítsák hadrendbe. A 13 részből álló, sötét tónusú harmadik sorozathoz készült egy OVA is, amely azonban a Fumoffu hangulatát idézve meglehetősen viccesre sikerült. Házimozis megjelenéshez készült egy 7 perces "nulladik epizód" is, "Location Scouting In Hong Kong" címmel, főként a sorozatban is látható jeleneteket bevágva.

#### Full Metal Panic! Invisible Victory
A negyedik évadot a Xebec Studio készítette 2018-ban. amely a "The Second Raid" közvetlen folytatása, visszaemlékezések vagy magyarázó epizódok nélkül. A 12 epizódból álló sztoriban az Amalgam megsemmisítő csapást mér a Mithrilre, Kaname pedig önszántából kénytelen Leonard Testarossával tartani. Szószuke eltökél magát, hogy kerül, amibe kerül, de visszahozza a lányt.

### Élőszereplős film
Az amerikai Mandalay Pictures bejelentette 2009-ben, hogy filmet szeretnének készíteni a történetből, és a főszerepre Zac Efront szánják. Efron megerősítette, hogy valóban voltak ezzel kapcsolatos puhatolózások, de több nem történt, és valószínűtlen, hogy a filmet valaha is leforgassák.

### Videojáték
2018. május 31-én a Bandai Namco gondozásában megjelent a Full Metal Panic! Fight! Who Dares Wins című játék PlayStation 4-re.